# 达孜大桥
达孜大桥是中华人民共和国西藏达孜的一座单车道悬索桥。1984年竣工时，它是中国跨度最长的桥梁，主跨为 500 米（1,600 英尺）。这座桥横跨拉萨以东 30 公里（19 英里）的拉萨河。

## 结构
该桥为重力锚式悬索桥，采用桥面桁架。 它承载一条只有4.5米宽的车道。